# Nicolás Fernández (militar)
General Nicolás Fernández fue un militar mexicano que participó en la Revolución mexicana. Fue tío del célebre actor y director mexicano Emilio "El Indio" Fernández.

## Villismo
Desde muy joven se unió a las fuerzas de Francisco Villa, y en la última fase de su lucha era su principal colaborador. Tomó parte en el ataque a la población estadounidense de Columbus, más conocido como la batalla de Columbus, en marzo de 1916. A finales de 1916 ocupó con Francisco Villa la ciudad de Chihuahua por unos cuantos días y en diciembre, Camargo y Torreón. En marzo de 1917 fue nombrado segundo comandante en jefe de División del Norte y encargado de una de las dos columnas villistas, con cuatro mil hombres a su cargo. Con ella ocupó Camargo, Jiménez y Parral; combatió junto con Francisco Villa al general Francisco Murguía en El Rosario, donde fueron derrotados; en ese mismo año se retiró al distrito de Jiménez. Dos años más tarde se unió nuevamente a las filas de Villa y participó en el asalto a Sabinas Hidalgo, Coahuila.

## Retiro
En 1920, al firmar Villa su rendición, el general Fernández obtuvo del gobierno delahuertista una hacienda llamada San Isidro cercana a Villa Coronado Chihuahua la cual constaba de 150 000 hectáreas las cuales fueron repartidas entre sus 600 hombres aproximadamente. En 1934, junto con Roque González Garza fue fundador y jefe del cuerpo "Acción Revolucionaria Mexicana", más conocido como los "Camisas Doradas". Murió en Gómez Palacio, Durango, el 30 de abril de 1973.